# 景明王
景明王（けいめいおう、? - 924年）は、新羅第54代国王（在位：917年 - 924年）。姓は朴、諱は昇英。神徳王の子で、景哀王の同母兄。

## 人物
917年に即位し、後唐との外交を積極的に推進したが、既に新羅は後高句麗・後百済の勢力に浸食され、衰退する一方であった。
918年、王建が後高句麗の弓裔を追放して高麗を建国する。920年、景明王は王建と誼を通じて後百済に対抗したが、924年に亡くなった。